# José Enrique Angulo
José Angulo (n. San Lorenzo, Esmeraldas, Ecuador; 3 de febrero de 1995) es un futbolista ecuatoriano. Juega como delantero y su equipo actual es Club Sport Emelec de la Serie A de Ecuador.

## Trayectoria

### Independiente del Valle

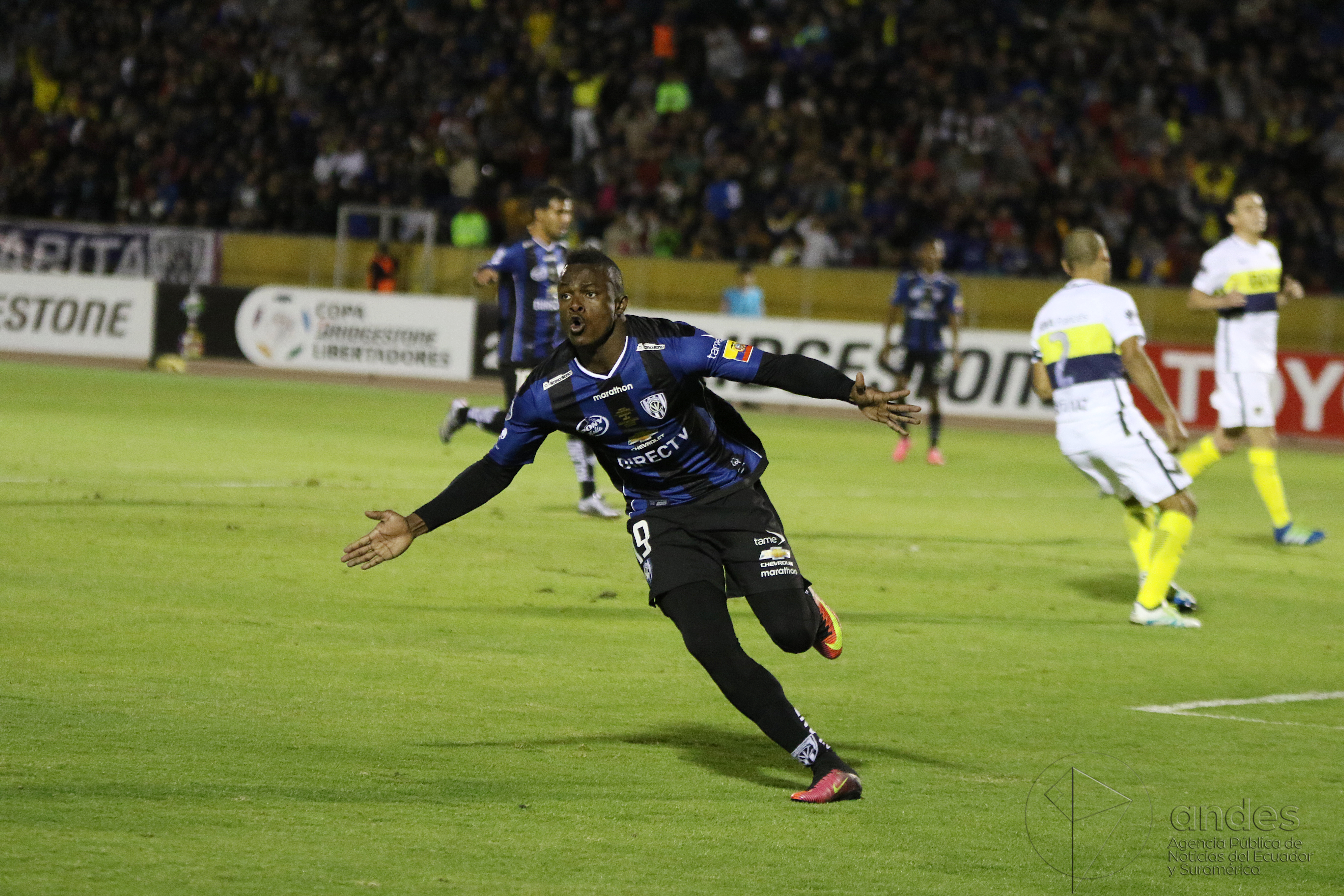
José Angulo celebrando el gol de la victoria ante Boca Juniors, en la semifinal de ida de la Copa Libertadores 2016

El nombre de José Angulo empieza a sonar tras la salida de Daniel Angulo, (el goleador insigne de Independiente quien fue transferido en el 2015 al fútbol colombiano y defendió la camisa de Liga Deportiva Universitaria en esa temporada). El Tin Angulo como se lo conoce, llegó al Independiente del Valle en el 2011, proveniente del Norte América, elenco de segunda división. En las formativas del equipo de Independiente, ganó los títulos sub-16, sub-18 y reserva. Ahí demostró sus dotes y olfato goleador. A inicios de 2015 se lesionó por 5 meses. Tras superar la lesión, fue al plantel de reserva y jugó 6 partidos marcando 9 goles. Asombrado por esa producción goleadora, el DT Pablo Repetto lo lleva al plantel de primera. El esmeraldeño se ganó un puesto de titular y terminó como goleador en el 2015 con 13 partidos y 14 anotaciones. Por tal rendimiento y su edad es considerado una perla del fútbol ecuatoriano. En su última temporada 2016 disputó un total de 45 partidos marcando 24 goles. El ariete fue clave además en la Copa Libertadores 2016 donde anotó seis tantos, quedando su equipo subcampeón al caer en la final ante Atlético Nacional de Colombia.
En julio de 2021 regresó a la institución sangolquileña, llegando a disputar nueve partidos y anotando dos goles, fue parte del equipo campeón de la Serie A de Ecuador 2021, el primer título nacional en la historia de Independiente del Valle.

### Barcelona S. C.
En 2020 vuelve al fútbol jugando en Barcelona Sporting Club prestado por Xolos de Tijuana. El 4 de agosto anota su primer gol después de 4 años. Con los canarios jugó en total 19 partidos y anotó 3 goles, al final del torneo se coronó campeón con Barcelona ganando el título 16 para la institución.

### Querétaro F. C.
El 17 de diciembre de 2021 fue anunciado como nuevo refuerzo de los Gallos Blancos de Querétaro de la Primera División de México. Permaneció en el club hasta el final del préstamo en diciembre de 2022, tras lo que regresó al Club Tijuana.

### Liga Deportiva Universitaria
El 8 de diciembre de 2022 los Xolos de Tijuana volvieron a ceder al jugador, se hizo oficial su cesión por una temporada con opción a compra a Liga Deportiva Universitaria de Ecuador. Dejó la institución al finalizar la temporada después de que el club no hiciera uso de la opción de compra, con los albos logró el doblete al ganar la Copa Sudamericana 2023 y la LigaPro 2023.

## Polémica
El 2 de septiembre de 2016, el director deportivo del Granada C. F., club al cual había sido transferido José Angulo luego de quedar subcampeón de la Copa Libertadores 2016, Javier Torralbo, confirmó en una entrevista en una radio española que la sustancia que se le encontró al futbolista ecuatoriano fue cocaína. Luego de ser conocido este hecho Granada rescindió el contrato con el delantero y no se efectuó la transferencia definitiva al club español. Conmebol determinó en marzo de 2017, tras considerar que "se puede considerar la ingesta casual o accidental", una sanción por un periodo de un año, a concluir el 20 de julio de 2017.
Un mes después de pronunciarse la Conmebol, la FIFA apeló ante el Tribunal de Arbitraje Deportivo (TAS) la decisión sancionadora de la Confederación Sudamericana de Fútbol. Tras escuchar a las partes implicadas en octubre de 2017, en diciembre de 2017 el TAS decide aceptar la apelación de la FIFA, anulando la decisión de la Conmebol y extendiendo la sanción al jugador a un periodo de cuatro años.
Dicha sanción le impidió volver a jugar al fútbol profesionalmente antes del 20 de junio de 2020.

## Selección nacional
Ha sido convocado a la selección nacional absoluta para los partidos de eliminatorias rumbo al Mundial de Rusia 2018 que se disputaron en noviembre de 2015 ante Uruguay y Venezuela.[cita requerida]

### Participaciones en eliminatorias
| Eliminatorias      | Sede            | Resultado   | Partidos | Goles |
| ------------------ | --------------- | ----------- | -------- | ----- |
| Eliminatorias 2022 | América del Sur | Clasificado | 0        | 0     |

## Estadísticas

### Clubes
Actualizado al último partido disputado el 17 de agosto de 2025.
| Club                                   | Div.                | Temporada           | Liga  | Liga  | Copas nacionales | Copas nacionales | Copas internacionales | Copas internacionales | Total | Total | Total  |
| Club                                   | Div.                | Temporada           | Part. | Goles | Part.            | Goles            | Part.                 | Goles                 | Part. | Goles | Asist. |
| -------------------------------------- | ------------------- | ------------------- | ----- | ----- | ---------------- | ---------------- | --------------------- | --------------------- | ----- | ----- | ------ |
| C. S. Norte América · Ecuador          | 3.ª                 | 2011                | 9     | 7     | —                | —                | —                     | —                     | 9     | 7     | 0      |
| C. S. Norte América · Ecuador          | Total club          | Total club          | 9     | 7     | 0                | 0                | 0                     | 0                     | 9     | 7     | 0      |
| Independiente del Valle · Ecuador      | 1.ª                 | 2015                | 14    | 14    | —                | —                | 0                     | 0                     | 14    | 14    | 2      |
| Independiente del Valle · Ecuador      | 1.ª                 | 2016                | 15    | 4     | —                | —                | 16                    | 6                     | 31    | 10    | 3      |
| Independiente del Valle · Ecuador      | 1.ª                 | 2017                | 11    | 0     | —                | —                | 0                     | 0                     | 11    | 0     | 3      |
| Independiente del Valle · Ecuador      | 1.ª                 | 2021                | 9     | 2     | —                | —                | 0                     | 0                     | 9     | 2     | 1      |
| Independiente del Valle · Ecuador      | Total club          | Total club          | 49    | 20    | 0                | 0                | 16                    | 6                     | 65    | 26    | 9      |
| Barcelona S. C. · Ecuador              | 1.ª                 | 2020                | 17    | 3     | —                | —                | 2                     | 0                     | 19    | 3     | 2      |
| Barcelona S. C. · Ecuador              | Total club          | Total club          | 17    | 3     | 0                | 0                | 2                     | 0                     | 19    | 3     | 2      |
| Manta F. C. · Ecuador                  | 1.ª                 | 2021                | 14    | 8     | —                | —                | —                     | —                     | 14    | 8     | 0      |
| Manta F. C. · Ecuador                  | Total club          | Total club          | 14    | 8     | 0                | 0                | 0                     | 0                     | 14    | 8     | 0      |
| Querétaro F. C. · México               | 1.ª                 | 2021-22             | 15    | 3     | —                | —                | —                     | —                     | 15    | 3     | 1      |
| Querétaro F. C. · México               | 1.ª                 | 2022-23             | 10    | 1     | 0                | 0                | —                     | —                     | 10    | 1     | 0      |
| Querétaro F. C. · México               | Total club          | Total club          | 25    | 4     | 0                | 0                | 0                     | 0                     | 25    | 4     | 1      |
| Liga Deportiva Universitaria · Ecuador | 1.ª                 | 2023                | 22    | 5     | 0                | 0                | 10                    | 3                     | 32    | 8     | 2      |
| Liga Deportiva Universitaria · Ecuador | Total club          | Total club          | 22    | 5     | 0                | 0                | 10                    | 3                     | 32    | 8     | 2      |
| Delfín S. C. · Ecuador                 | 1.ª                 | 2024                | 23    | 5     | 1                | 0                | 7                     | 5                     | 31    | 10    | 1      |
| Delfín S. C. · Ecuador                 | Total club          | Total club          | 23    | 5     | 1                | 0                | 7                     | 5                     | 31    | 10    | 1      |
| C. A. Unión Argentina                  | 1.ª                 | 2025                | 2     | 0     | 0                | 0                | 0                     | 0                     | 2     | 0     | 0      |
| C. A. Unión Argentina                  | Total club          | Total club          | 2     | 0     | 0                | 0                | 0                     | 0                     | 2     | 0     | 0      |
| C. S. Emelec · Ecuador                 | 1.ª                 | 2025                | 5     | 0     | 1                | 0                | —                     | —                     | 6     | 0     | 0      |
| C. S. Emelec · Ecuador                 | Total club          | Total club          | 5     | 0     | 1                | 0                | 0                     | 0                     | 6     | 0     | 0      |
| Total en su carrera                    | Total en su carrera | Total en su carrera | 166   | 52    | 2                | 0                | 35                    | 14                    | 203   | 66    | 15     |
| 1. 2.                                  |                     |                     |       |       |                  |                  |                       |                       |       |       |        |

## Palmarés

### Campeonatos nacionales
| Título             | Club                         | Año  |
| ------------------ | ---------------------------- | ---- |
| Serie A de Ecuador | Barcelona S. C.              | 2020 |
| Serie A de Ecuador | Independiente del Valle      | 2021 |
| Serie A de Ecuador | Liga Deportiva Universitaria | 2023 |

### Campeonatos internacionales
| Título            | Club                         | Año  |
| ----------------- | ---------------------------- | ---- |
| Copa Sudamericana | Liga Deportiva Universitaria | 2023 |